# Hollandse molen in Palczewo
De Hollandse molen (Pools: Wiatrak holenderski) (Duits: Niederlandische mühle) is een molen in het Poolse dorp Palczewo (Duits: Palschau).De molen is een bovenkruier, gelegen in de Weichseldelta (Pools: Żuławy Wiślane) (Duits: Danziger Werder) (letterlijk vertaald Danziger Waard). De molen is gebouwd rond het jaar 1800 en is de enige nog bestaande molen in de delta, die gebouwd werd door de Nederlandse mennonieten, lokaal ook wel Olędrzy (Nederlands: Weichselmennonieten) genoemd. De windmolen ligt zo'n 25 kilometer ten zuidoosten van de stad Dantzig, in de  nabijheid van de rivier de Weichsel, tegenover de streek Kociewie.
Sinds 1956 staat deze molen in het Poolse monumentenregister geregistreerd en is zij beschermd. De molen is gebouwd van baksteen op de begane grond en hout op de overige 
verdiepingen. De molen werd gebruikt als korenmolen. 

## Afbeeldingen

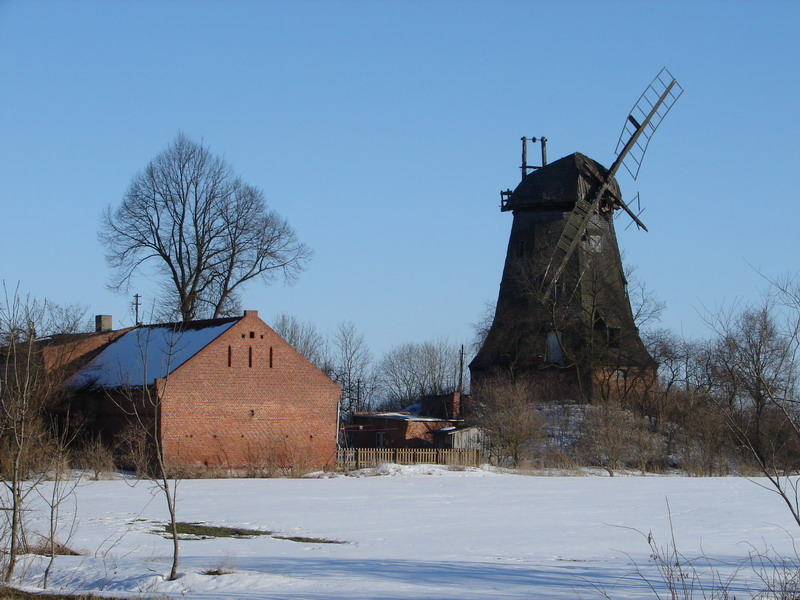
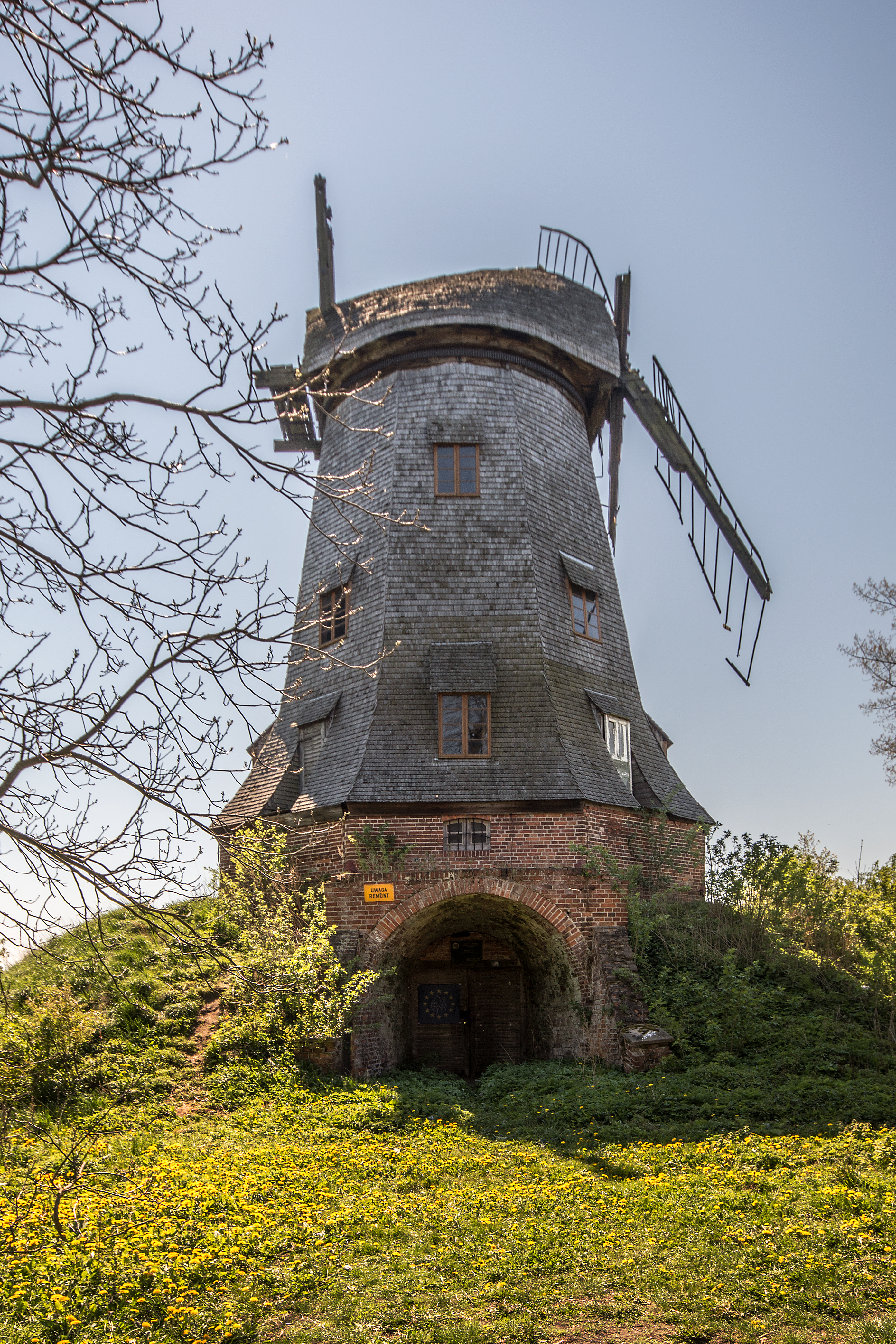
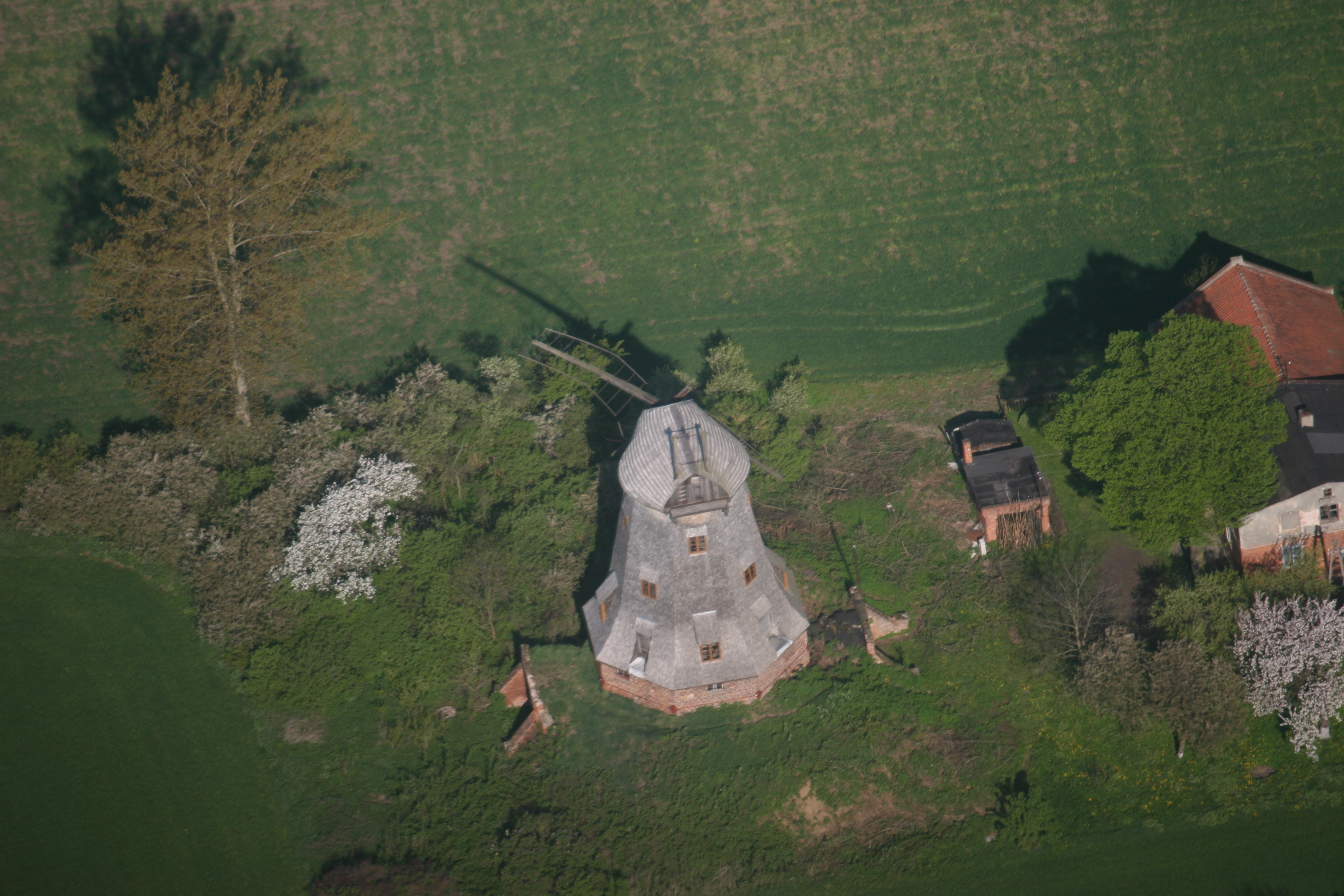